# Rupiah Banda
Rupiah Bwezani Banda (født 13. februar 1937, død 11. marts 2022) var Zambias fjerde præsident. Han blev indsat som præsident 29. juni 2008 efter at hans forgænger Levy Mwanawasa først fik en blodprop og siden døde i august. Banda var på det tidspunkt vicepræsident. Banda vandt marginalt valget i slutningen af oktober 2008 og blev dermed indsat som Zambias fjerde præsident.

## Eksterne links
- Det zambiske præsidentembedes officielle hjemmeside Arkiveret 19. juni 2005 hos  Wayback Machine
- Præsident Bandas hjemmeside Arkiveret 15. juli 2011 hos  Wayback Machine

| Foregående: Levy Mwanawasa | Zambias præsidenter 2008 - 2011 | Efterfølgende: Michael Sata |